# Alpineskiën op de Paralympische Winterspelen 1976
De Ie Paralympische Winterspelen werden in 1976 gehouden in Örnsköldsvik, Zweden. Nederland nam niet deel aan deze Paralympische Spelen.
Het alpineskiën stond naast het langlaufen als enige discipline op het programma. De disciplines binnen het alpineskiën waren alpine-combinatie, reuzenslalom en slalom.
Het waren vooral Oostenrijkers die aan het alpineskiën meededen. Er werd gewerkt met een puntensysteem.

## Alpine-combinatie

### Mannen
| Klasse |       | land | Goud                 | land | Zilver         | land | Brons         |
| ------ | ----- | ---- | -------------------- | ---- | -------------- | ---- | ------------- |
| I      | 8.95  | FRG  | Hans Strasser        | AUT  | Franz Meister  | AUT  | Walter Laurer |
| II     | 22.29 | AUT  | Herbert Millendorfer | SUI  | Eugen Diethelm | FRA  | Remy Arnod    |
| III    | 0.00  | SUI  | Heinz Moser          | AUT  | Manfred Brand  | AUT  | Franz Perner  |
| IV A   | 55.20 | FRA  | Bernard Baudean      | FRG  | Richard Prager | AUT  | Anton Berger  |
| IV B   | 30.00 | AUT  | Horst Morokutti      | AUT  | Adolf Hagn     | AUT  | Willi Berger  |

### Vrouwen
| Klasse |       | land | Goud              | land | Zilver          | land | Brons          |
| ------ | ----- | ---- | ----------------- | ---- | --------------- | ---- | -------------- |
| I      | 8.95  | FRG  | Annemie Schneider | AUT  | Heidi Jauk      | AUT  | Ursula Steiger |
| II     | 22.29 | SUI  | Irene Moillen     | AUT  | Brigitte Rajchl |      |                |
| III    | 0.00  | TCH  | Eva Lemezova      | FRG  | Traudl Weber    |      |                |
| IV B   | 0.00  | FRG  | Petra Merkott     |      |                 |      |                |

## Reuzenslalom

### Mannen
| Klasse |        | land | Goud            | land | Zilver              | land | Brons            |
| ------ | ------ | ---- | --------------- | ---- | ------------------- | ---- | ---------------- |
| I      | 177.01 | FRG  | Ulli Helmbold   | FRG  | Hans Strasser       | AUT  | Franz Meister    |
| II     | 167.83 | SUI  | Eugen Diethelm  | AUT  | Herbert Millendorfe | FRA  | Remy Arnod       |
| III    | 156.23 | SUI  | Heinz Moser     | AUT  | Manfred Brand       | AUT  | Franz Perner     |
| IV A   | 204.34 | FRA  | Bernard Baudean | AUT  | Anton Berger        | AUT  | Anton Ledermaier |
| IV B   | 194.08 | AUT  | Adolf Hagn      | AUT  | Horst Morokutti     | FRG  | Peter Braun      |

### Vrouwen
| Klasse |        | land | Goud                  | land | Zilver          | land | Brons          |
| ------ | ------ | ---- | --------------------- | ---- | --------------- | ---- | -------------- |
| I      | 100.10 | FRG  | Annemie Schneider     | AUT  | Brigitte Rajchl | AUT  | Ursula Steiger |
| II     | 115.51 | SUI  | Irene Moillen         | AUT  | Heidi Jauk      | CAN  | Lorna Manzer   |
| III    | 145.49 | TCH  | Eva Lemezova          | FRG  | Traudl Weber    |      |                |
| IV A   | 182.07 | SUI  | Elisabeth Osterwalder |      |                 |      |                |
| IV B   | 154.08 | FRG  | Petra Merkott         |      |                 |      |                |

## Slalom

### Mannen
| Klasse |        | land | Goud             | land | Zilver          | land | Brons                |
| ------ | ------ | ---- | ---------------- | ---- | --------------- | ---- | -------------------- |
| I      | 88.55  | AUT  | Franz Meister    | AUT  | Peter Perner    | FRG  | Hans Strasser        |
| II     | 81.04  | AUT  | Josef Meusburger | FRG  | Peter Portisch  | AUT  | Herbert Millendorfer |
| III    | 75.24  | SUI  | Heinz Moser      | AUT  | Manfred Brandl  | AUT  | Franz Perner         |
| IV A   | 96.13  | CAN  | John Gow         | FRG  | Richard Prager  | FRA  | Bernard Baudean      |
| IV B   | 106.25 | SUI  | Felix Gisler     | AUT  | Horst Morokutti | AUT  | Willi Berger         |

### Vrouwen
| Klasse |        | land | Goud              | land | Zilver         | land | Brons           |
| ------ | ------ | ---- | ----------------- | ---- | -------------- | ---- | --------------- |
| I      | 95.39  | FRG  | Annemie Schneider | AUT  | Ursula Steiger | AUT  | Brigitte Rajchl |
| II     | 115.98 | SUI  | Irene Moillen     | AUT  | Heidi Jauk     | CAN  | Lorna Manzer    |
| III    | 123.74 | TCH  | Eva Lemezova      | FRG  | Traudl Weber   |      |                 |
| IV B   | 137.33 | FRG  | Petra Merkott     |      |                |      |                 |

## Deelnemende landen Alpineskiën 1976
- FRG
- AUT
- FRA
- SUI
- YUG
- USA
- NOR
- TCH
- GBR
- JPN
- POL
- CAN

Alpineskiën · Langlaufen
1976 · 1980 · 1984 · 1988 · 1992 · 1994 · 1998 · 2002 · 2006 · 2010 · 2014 · 2018 · 2022